# Teatro critico universale

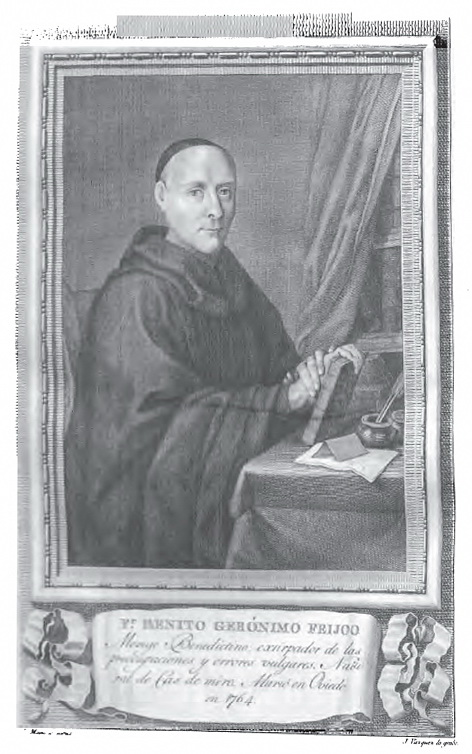
Ritratto di Benito Jerónimo Feijoo, Retratos de Españoles Ilustres, 1791.

Il Teatro critico universale, o Discorsi diversi in tutti i tipi di argomenti per deludere errori comuni, (nello spagnolo originale, Teatro crítico universal, o Discursos varios en todo género de materias para desengaño de errores comunes) è una vasta raccolta di saggi scritti del poligrafo spagnolo Benito Jerónimo Feijoo e pubblicati dal 1726 al 1740.
Consiste di centodiciotto saggi che trattano un enorme numero di soggetti diversi: filologia, fisica, matematica, scienze naturali, medicina, astronomia, geografia, economia, diritto, religione, politica, filosofia, letteratura, eccetera. Fu uno dei lavori più pubblicizzati e controversi del Settecento, raggiungendo la figura di oltre 600 000 copie vendute, e tradotto, quasi sempre parzialmente, in inglese, francese, italiano, tedesco  e portoghese.
L'obiettivo di Feijoo è stato enunciato nel titolo, cercando di correggere vecchie superstizioni, pregiudizi e costumi. Feijoo mostra, d'altra parte, l'opinione di una parte significativa dei suoi critici, uno stile semplice, a volte brillante, influenzato della prosa francese. Il Teatro è una delle opere d'arte più rappresentative dell'Illuminismo, nella Spagna dei Borbone del XVIII secolo.